# Ni te cases ni te embarques (película de 1982)
Ni te cases ni te embarques es una película española de 1982 dirigida por Javier Aguirre Fernández y protagonizada por el trío cómico Martes y trece.

## Argumento
Chema, Fernando y Millán son tres jóvenes y brillantes profesionales en paro. Aparte de cobrar el subsidio de desempleo, ejercen actividades de carácter picaresco que rozan el delito. Chema pide dinero en el Metro, fingiéndose impedido; Fernando vende “chocolate” en El Rastro, y Millán ejerce de plañidero en entierros y velatorios. Pero como estos oficios no son muy lucrativos, deciden crear una agencia matrimonial. A pesar de que carecen de los recursos técnicos más elementales, empiezan a recibir a los clientes, emparejándolos a unos con otros. Una serie de despropósitos en cadena convierten el ambicioso proyecto empresarial en un auténtico caos.